# Acydofob
Acydofob – organizm nierozwijający się w siedlisku zakwaszonym, z reguły acydofobami są rośliny wapieniolubne. Acydofoby często są alkalifilami.